# Alexis Bertrand
Alexis Bertrand, né le 4 novembre 1982, originaire de Saint-Jean-Chrysostome, est un handballeur international canadien évoluant au poste de demi-centre.

## Biographie
À l'âge de vingt ans, il franchit l'Atlantique pour évoluer en France pendant huit années. Il joue tout d'abord à l'AS Monaco (en Nationale 2) jusqu'en 2004, en équipe réserve de US Ivry durant la saison 2004-2005 (Division 1), à l'OC Cesson en Division 2 durant les saisons 2005-2006 et 2006-2007, à US Saintes (Division 2) durant la saison 2007-2008, puis de nouveau à OC Cesson de 2008 à 2010 (Division 2 puis Division 1). Durant la saison 2010-2011 il évolue au Chartres-Mainvilliers Handball en Nationale 1. Il évolue ensuite au Club de handball de Lévis, Québec.
Il est également international canadien, disputant le Championnat du monde 2005 en Tunisie. L'équipe canadienne échoue en 2011 dans sa tentative de disputer les jeux olympiques de Londres après un début de compétition ponctué de deux défaites lors des Jeux panaméricains de 2011 (en) disputés à Guadalajara au Mexique. Bertrand et les Canadiens participent ensuite aux Jeux panaméricains de 2015 (en) , sans plus de succès.